# Play Off Rackets Herford
Die Play Off Rackets Herford (offiziell: Play Off Rackets Herford e.V., auch bekannt als POR Herford) ist ein Squashverein aus Herford. 

## Geschichte
Der Verein wurde am 21. November 1980 als 1. SV Herford gegründet. Unter diesem Namen gewann die Frauenmannschaft 1997 die deutsche Meisterschaft. In der Saison 1998/99 spielte das Team als SG Herford im TV Concordia Enger, bevor die Herforderinnen ab 1999 unter dem heutigen Namen spielten. Unter dem neuen Namen gewannen die Mannschaft in den Jahren 2000, 2001 und 2002 drei weitere deutsche Meisterschaften. Im Oktober 2002 schlossen sich mehrere Spielerinnen, der Trainer Peter Langhammer und Manager Rolf-Dietmar Witt den Gerry Weber Rackets aus Halle (Westf.) an. Spiel- und Trainingsstätte der Play Off Rackets Herford ist der Sportpark in Enger.
Während der Bundesligazeit des Vereins spielten für diesen unter anderem die mehrfache Weltmeisterin Sarah Fitz-Gerald und die deutsche Rekordmeisterin Sabine Schöne. Weitere Spielerinnen des Vereins waren Fiona Geaves und Katharina Witt.

## Erfolge
- Deutscher Meister der Frauen: 4 Titel (1997, 2000, 2001, 2002)